# Chiamo io chiami tu
Chiamo io chiami tu è un singolo della cantautrice italiana Gaia, pubblicato il 12 febbraio 2025 come primo estratto dal terzo album in studio Rosa dei venti.
Il brano è stato presentato in gara durante la 75ª edizione del Festival di Sanremo, dove si è classificato al ventiseiesimo posto al termine della manifestazione.

## Antefatti e descrizione
Il brano, scritto dalla stessa cantautrice con Davide Petrella, in arte Tropico, è prodotto da Emilio Barberini, in arte MadFingerz, e Stefano Tognini, in arte Zef. Esso, avendo segnato la seconda partecipazione dell'artista al Festival di Sanremo, è stato descritto in un'intervista in conferenza stampa:

## Promozione
Dopo la conferma della cantautrice tra i big in gara al Festival di Sanremo 2025, annunciata da Carlo Conti al TG1 il 1º dicembre 2024, il titolo del brano è stato rivelato il 18 dicembre nel corso della finale della diciottesima edizione del concorso canoro Sanremo Giovani.

## Accoglienza
Chiamo io chiami tu è stato accolto con recensioni generalmente favorevoli da parte della critica specializzata.
Andrea Laffranchi del Corriere della Sera scrive che sebbene le sonorità latine possano non essere convincenti «Gaia ci mette invece eleganza e una voce sensuale». Gianni Sibilla di Rockol descrive il brano dal ritmo reggaeton con un ritornello ripetitivo, non trovandola tuttavia particolarmente originale. In una recensione favorevole di All Music Italia afferma che il brano sia «la rivincita artistica» della cantante, apprezzando la scelta delle sonorità.

## Video musicale
Il video musicale, diretto da Simone Peluso, è stato pubblicato in concomitanza all'uscita del brano attraverso il canale della cantautrice.

## Tracce
Testi di Gaia Gozzi e Davide Petrella, musiche di Davide Petrella e Stefano Tognini.
1. Chiamo io chiami tu – 3:38

## Classifiche
| Classifica (2025) | Posizione massima |
| ----------------- | ----------------- |
| Italia            | 9                 |

## Date di pubblicazione
| Paese  | Data             | Formato                      | Etichetta  | Nota   |
| ------ | ---------------- | ---------------------------- | ---------- | ------ |
| Mondo  | 12 febbraio 2025 | Download digitale, streaming | Columbia   | [ 32 ] |
| Italia | 12 febbraio 2025 | Contemporary hit radio       | Sony Italy | [ 5 ]  |
| Italia | 14 febbraio 2025 | 7"                           | Columbia   | [ 33 ] |